# 올가 보즈난스카
올가 보즈난스카(Olga Boznańska, 1865년 4월 15일~1940년 10월 26일)는 20세기 초 폴란드의 화가이다. 그녀는 폴란드와 유럽의 유명한 화가였으며, 그녀의 작품 양식적으로는 프랑스 인상주의와 연관이 있었지만 그녀는 이러한 꼬리표를 거부했다.

## 어린 시절
보즈난스카는 폴란드가 분할되던 당시 크라쿠프에서 태어났다. 그녀는 Adam Nowina Boznański(고귀한 폴란드 가문 출신이지만 실증주의의 영향을 받아 철도 엔지니어로 일함)와 원래 프랑스 발랑스 출신인 Eugénie née Mondan의 딸이었다.
보즈난스카는 크라쿠프 근처 임브라모비체에 있는 프레몽트레회 수녀원 학교에서 교사로 일하던 어머니에게서 그림을 처음 배웠고, 1883~1886년 사이에는 Józef Siedlecki, 카지미에시 포프바르스키, 안토니 피오트로프스키에게서 그림을 배웠다. 그 후 Adrian Baraniecki School for Women에서 공부했다. 그녀는 1886년 크라쿠프의 미술 협회 전시회에서 데뷔했다.

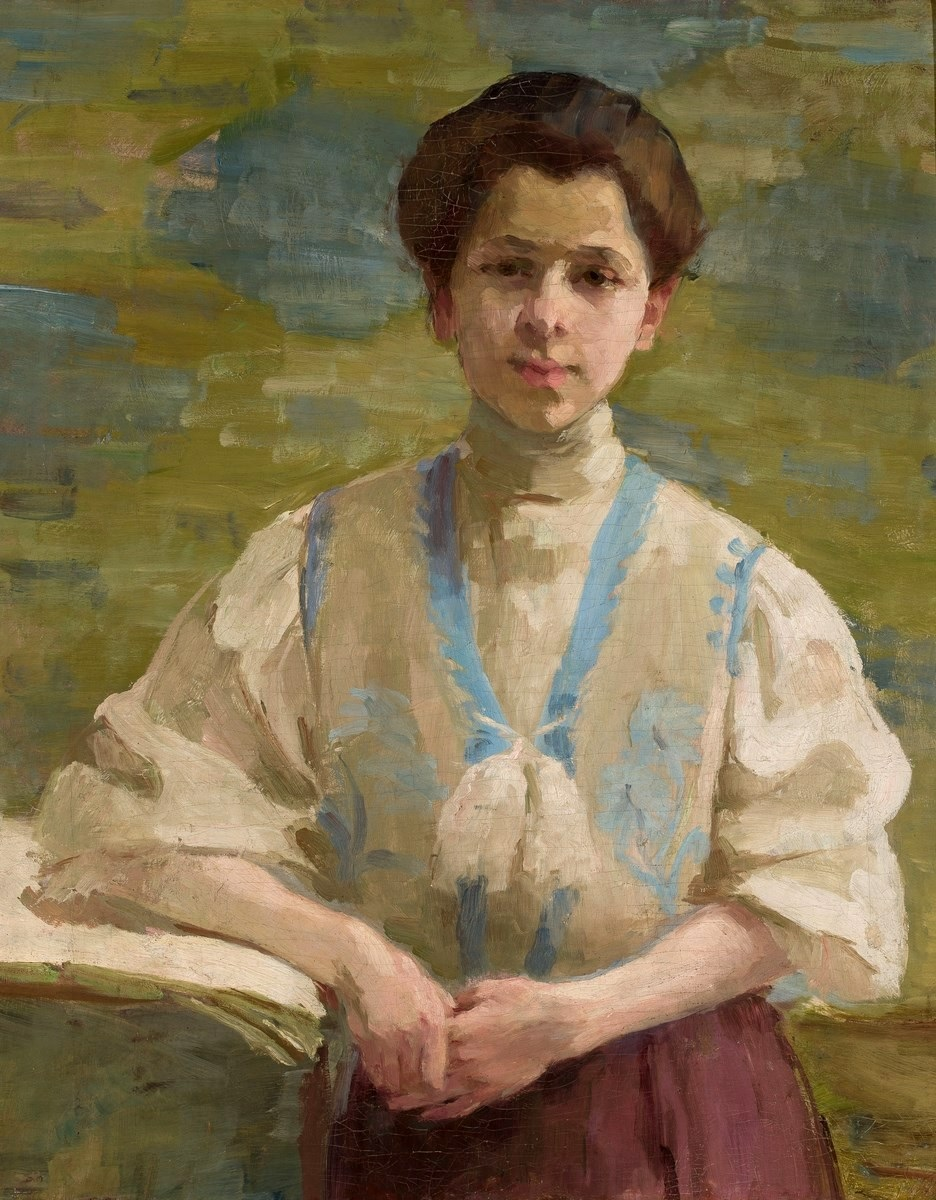
자화상, 1893년, 바르샤바 국립미술관

1886년부터 1890년까지 그녀는 뮌헨의 Karl Kricheldorf와 Wilhelm Dürr 사립학교에서 미술 공부를 했다. 당시 여성은 뮌헨 미술원에 입학할 수 없었던 시기였다.

## 경력
그 이후로 보즈난스카는 주로 초상화, 정물화, 가끔은 풍경화에 전념했다. 그녀는 뮌헨의 폴란드 예술 커뮤니티와 좋은 관계를 맺게 되었는데, 특히 그녀의 멘토가 된 유제프 브란트와 잘 어울렸다. 그녀가 1893년에 그린 《폴 나우엔의 초상화》는 이듬해 비엔나에서 열린 국제 박람회에서 금메달을 수상하는 등 처음으로 대중적인 큰 성공을 거두었다.

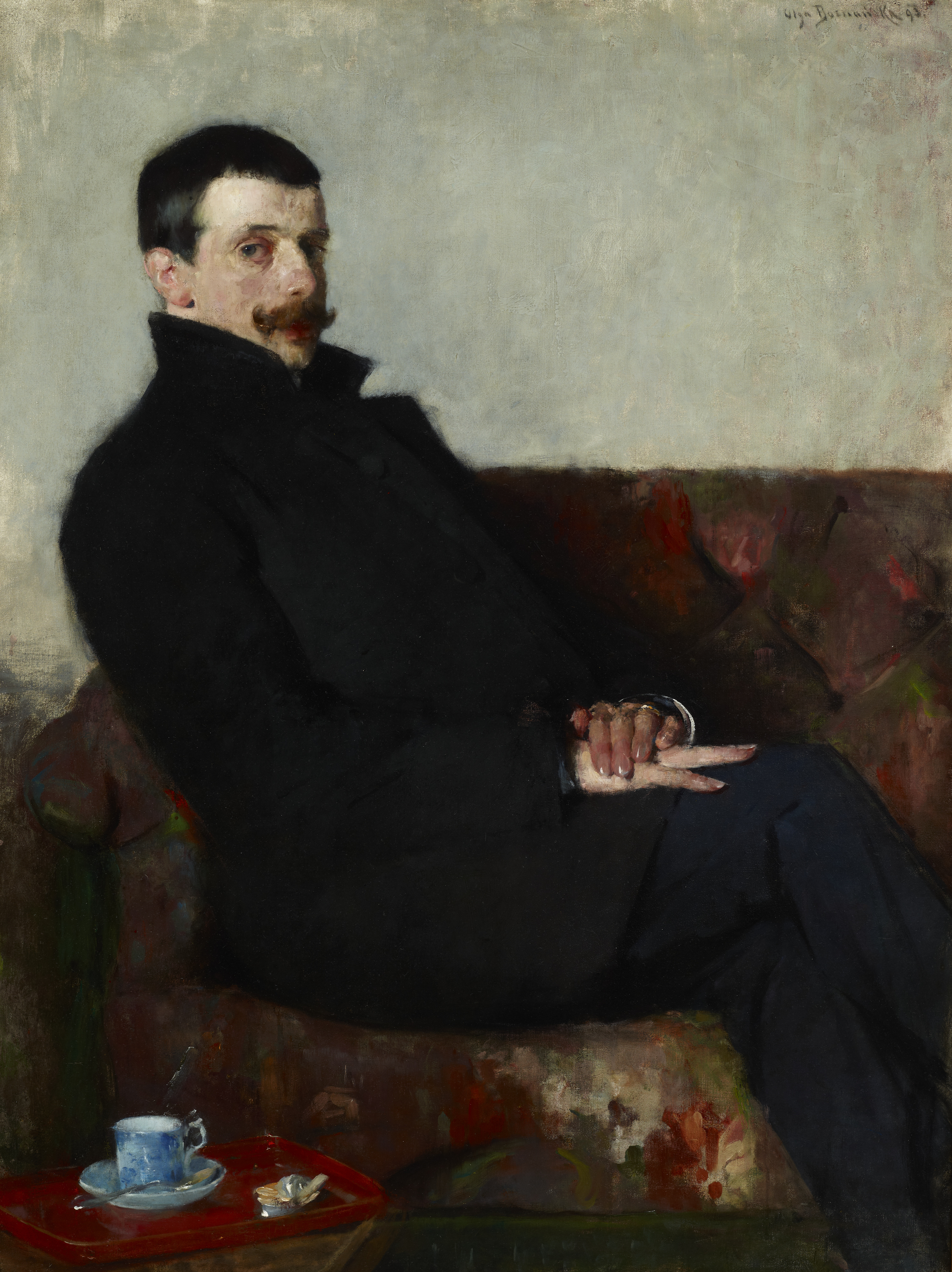
《폴 나우엔의 초상화》, 1893년, 크라쿠프 국립미술관

1898년에 그녀는 폴란드 예술가 협회 "Sztuka"에 가입했고 같은 해에 파리로 이사하여 프랑스 국립 미술 협회의 회원이 되었다. 또한 그랑드 쇼미에르 아카데미에서 학생들을 가르치기 시작했으며 폴란드 문학 및 예술 협회(Polskie Towarzystwo Literacko-Artystyczne)에 가입했다.

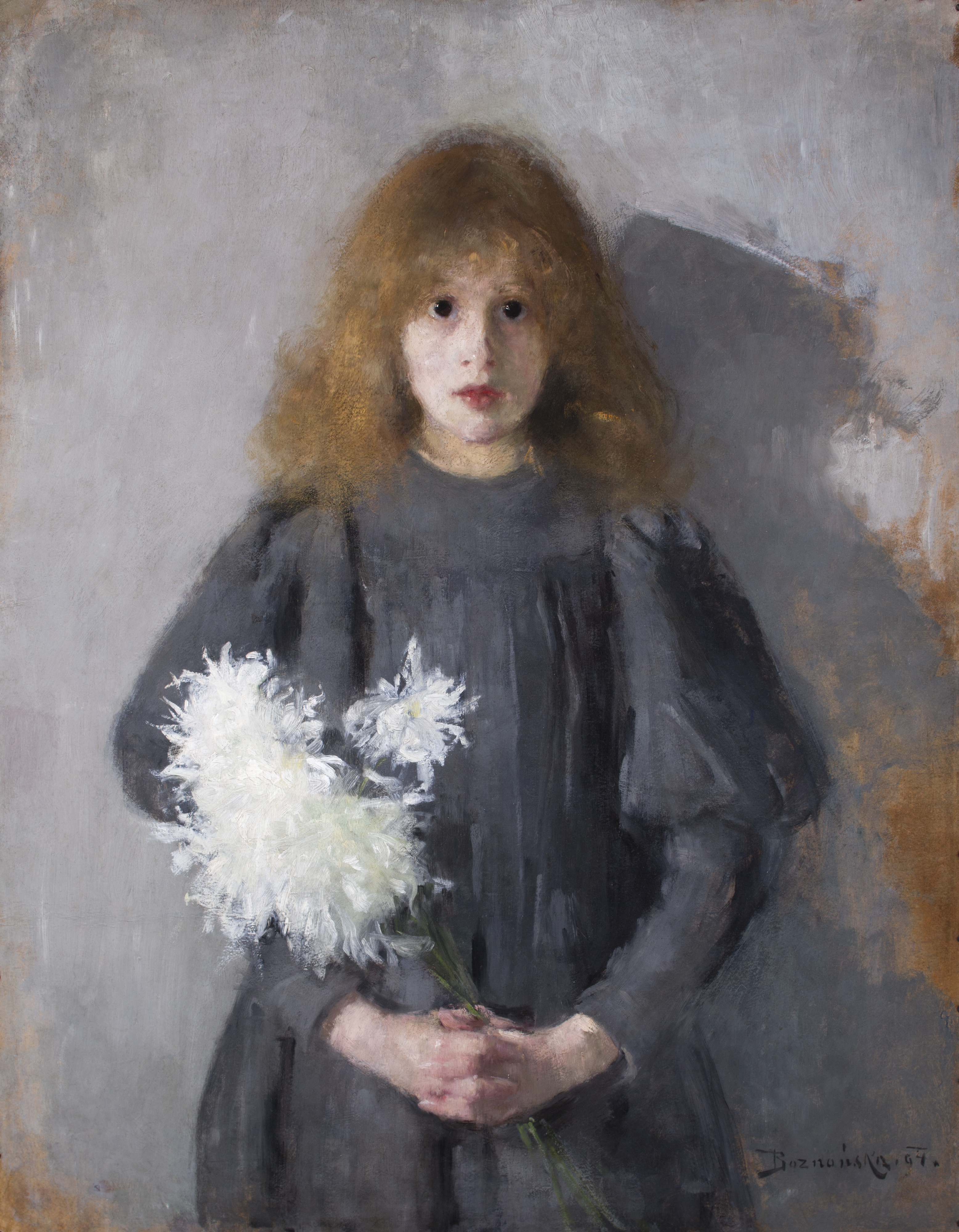
《국화를 든 어린 소녀》, 1894년, 크라쿠프 국립미술관

보즈난스카가 1894년에 그린 초상화인 《국화를 든 어린 소녀》는 그녀의 대표작이며 상징주의적인 분위기와 심리학적 통찰력으로 당시 사람들을 매료시켰다. 보즈난스카는 1912년에 프랑스 레지옹 도뇌르 훈장을, 1936년에 폴란드 문학 아카데미의 황금 월계관을, 1937년에 국제 예술 기술 박람회에서 그랑프리를, 1938년에는 폴란드 재건국 훈장을 받았다. 같은 해 베니스 비엔날레에서 그녀의 초상화 중 하나가 당시 이탈리아 국왕 비토리오 에마누엘레 3세에게 팔리기도 했다. 그녀의 그림은 브로츠와프, 크라쿠프, 포즈난, 바르샤바의 국립 박물관과 파리의 오르세 미술관, 베니스의 카 페사로 현대 미술관에서 볼 수 있다.

## 작품

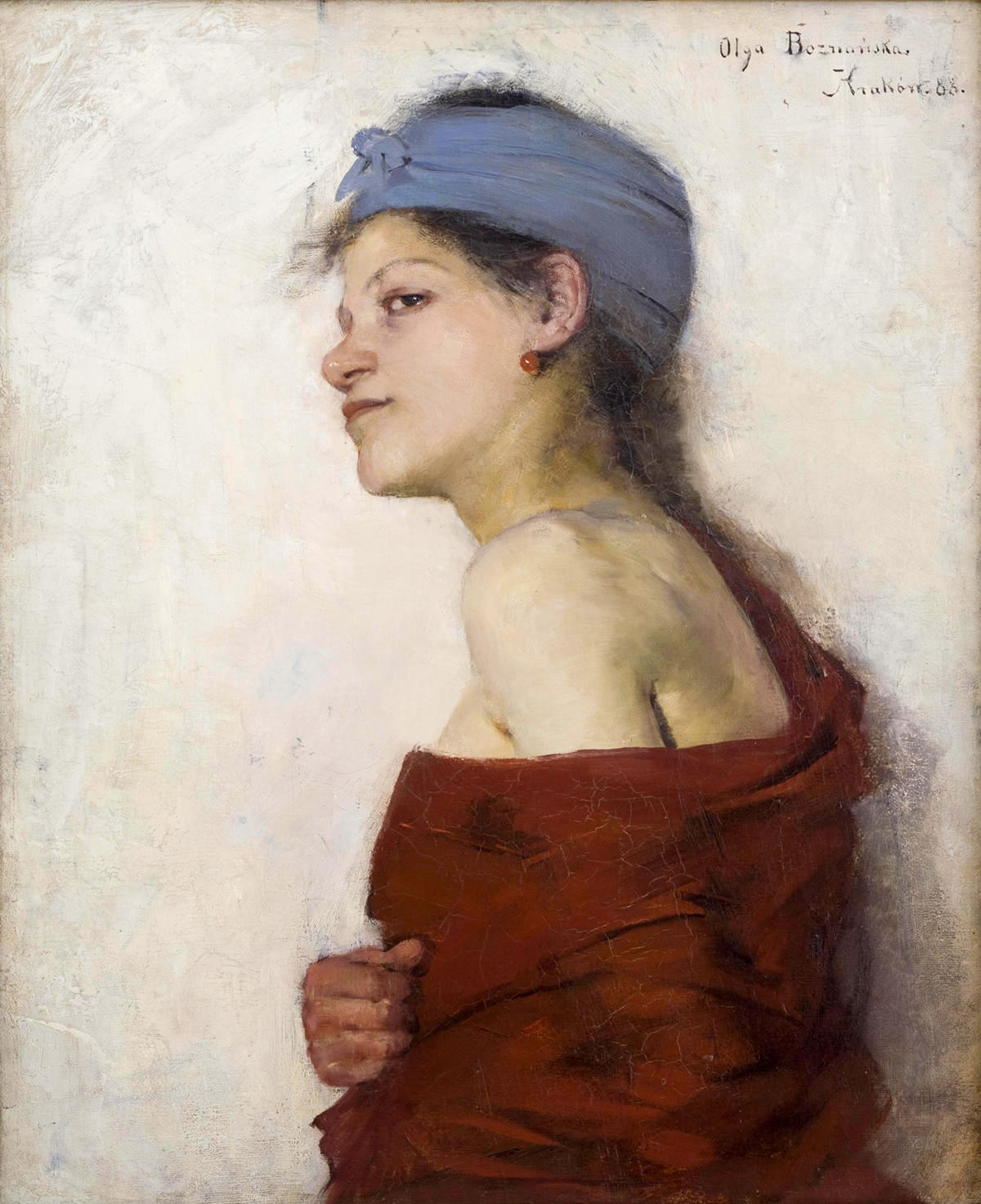
《여성의 초상화》, 1888년, 크라쿠프 국립미술관
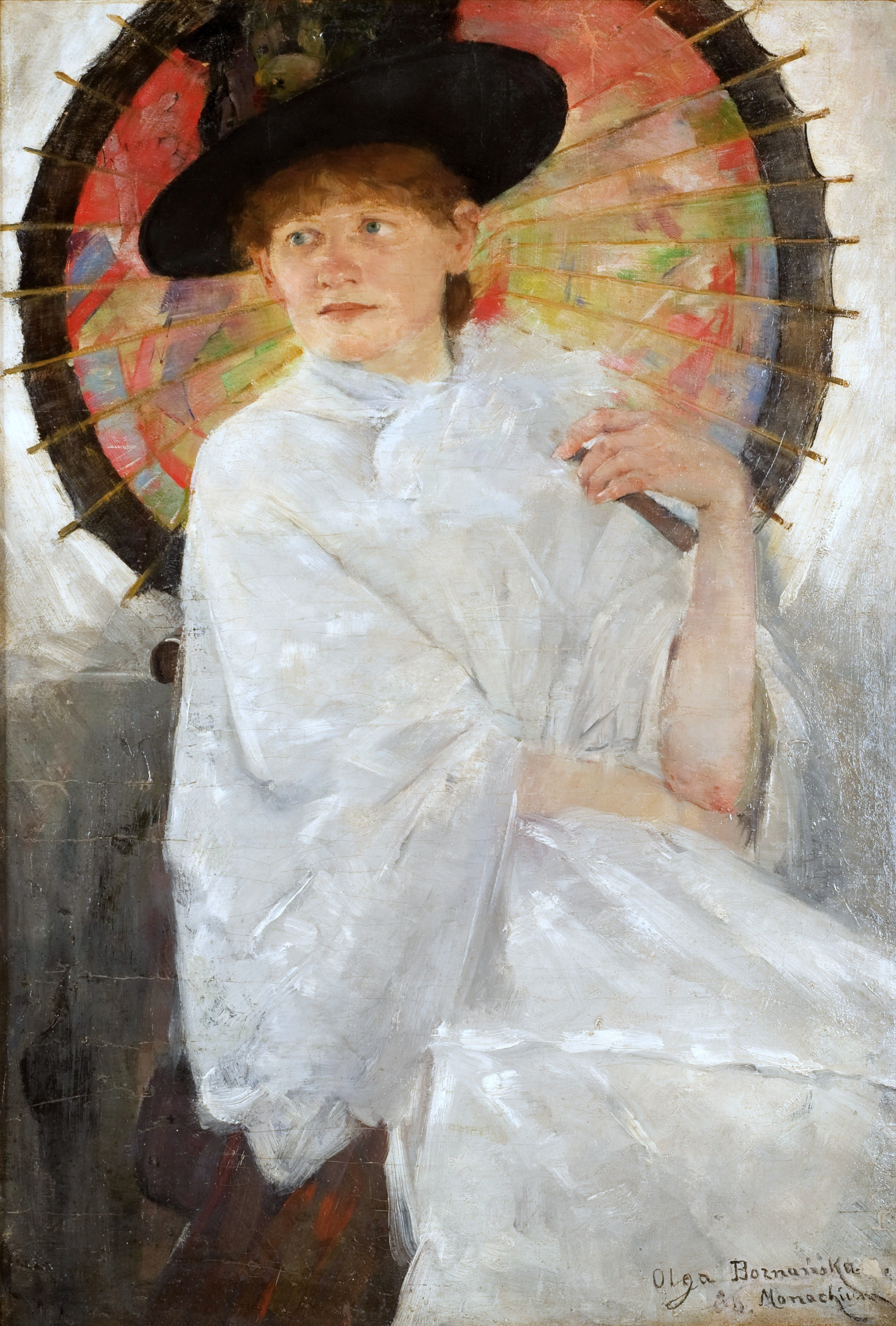
《우산을 쓴 젊은 여성》, 1888년
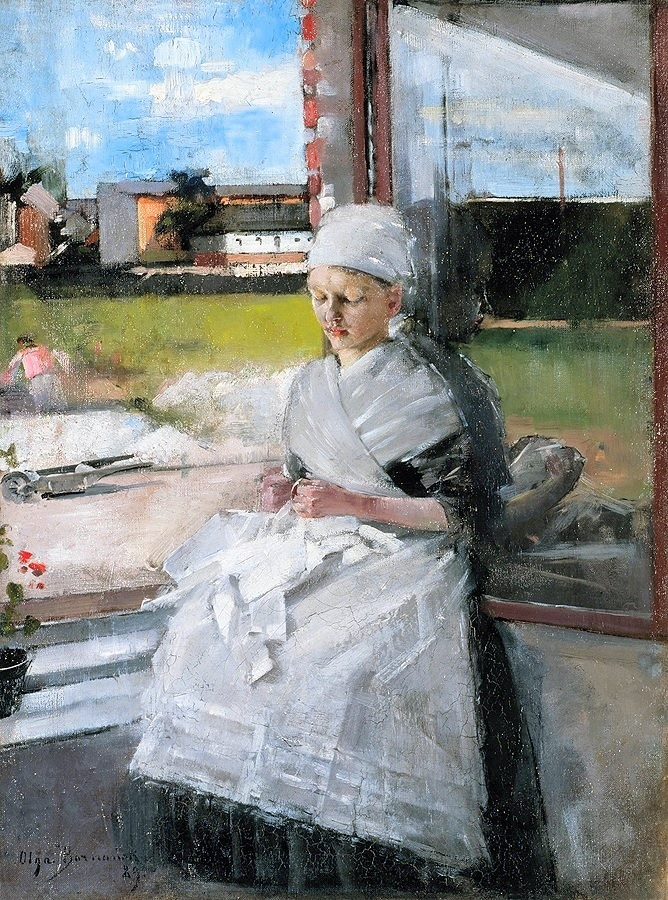
《브르타뉴 여성》, 1889년
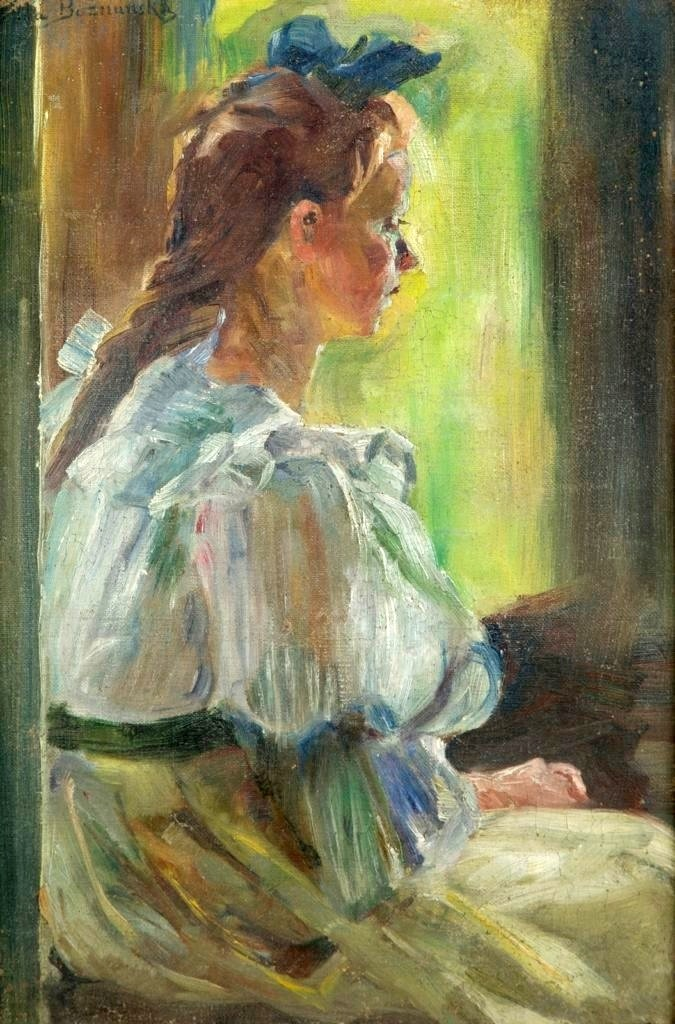
《창가의 소녀》, 1890년경
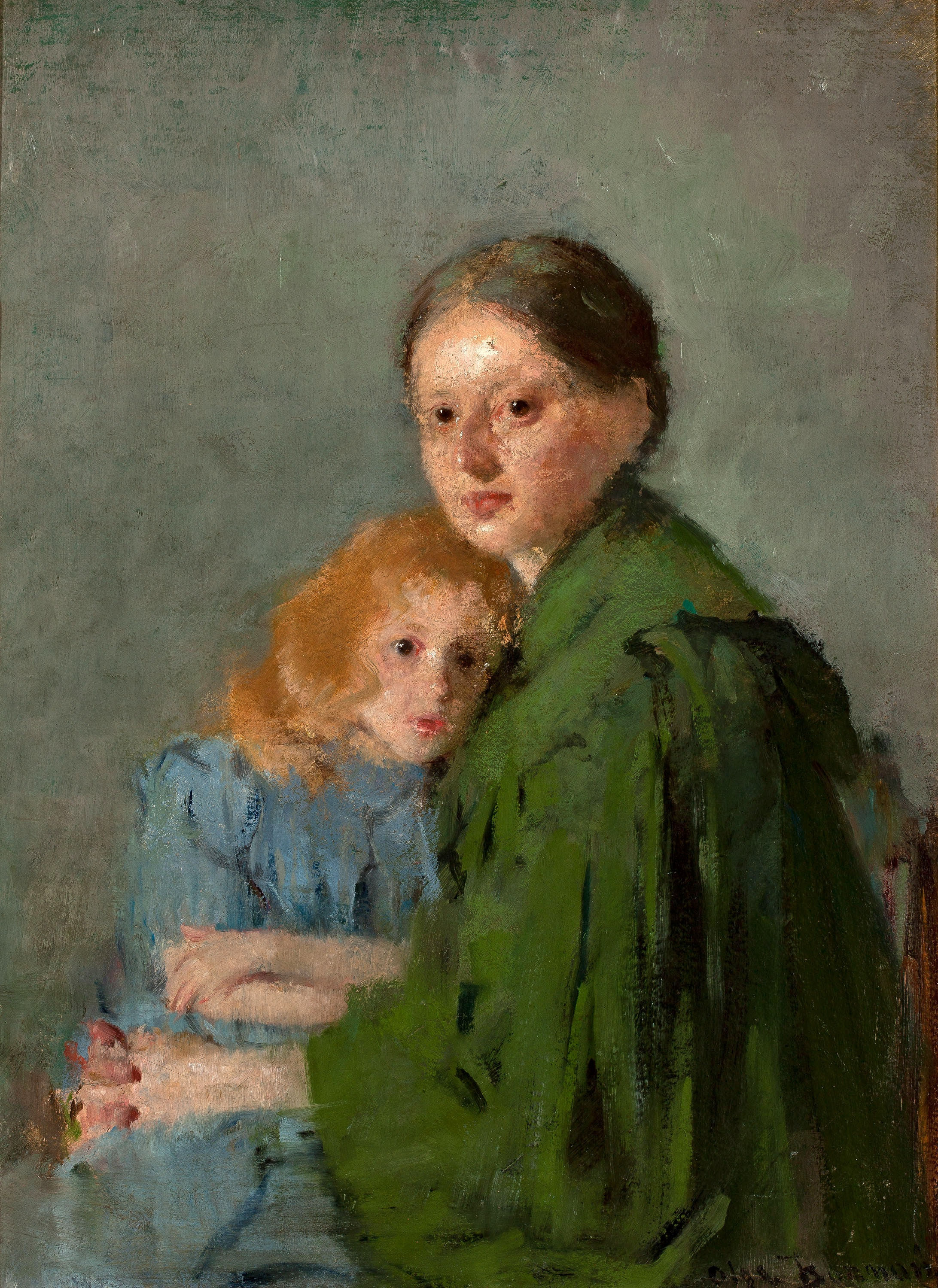
Portret kobiety z małą dziewczynką, 1893년, 바르샤바 국립미술관
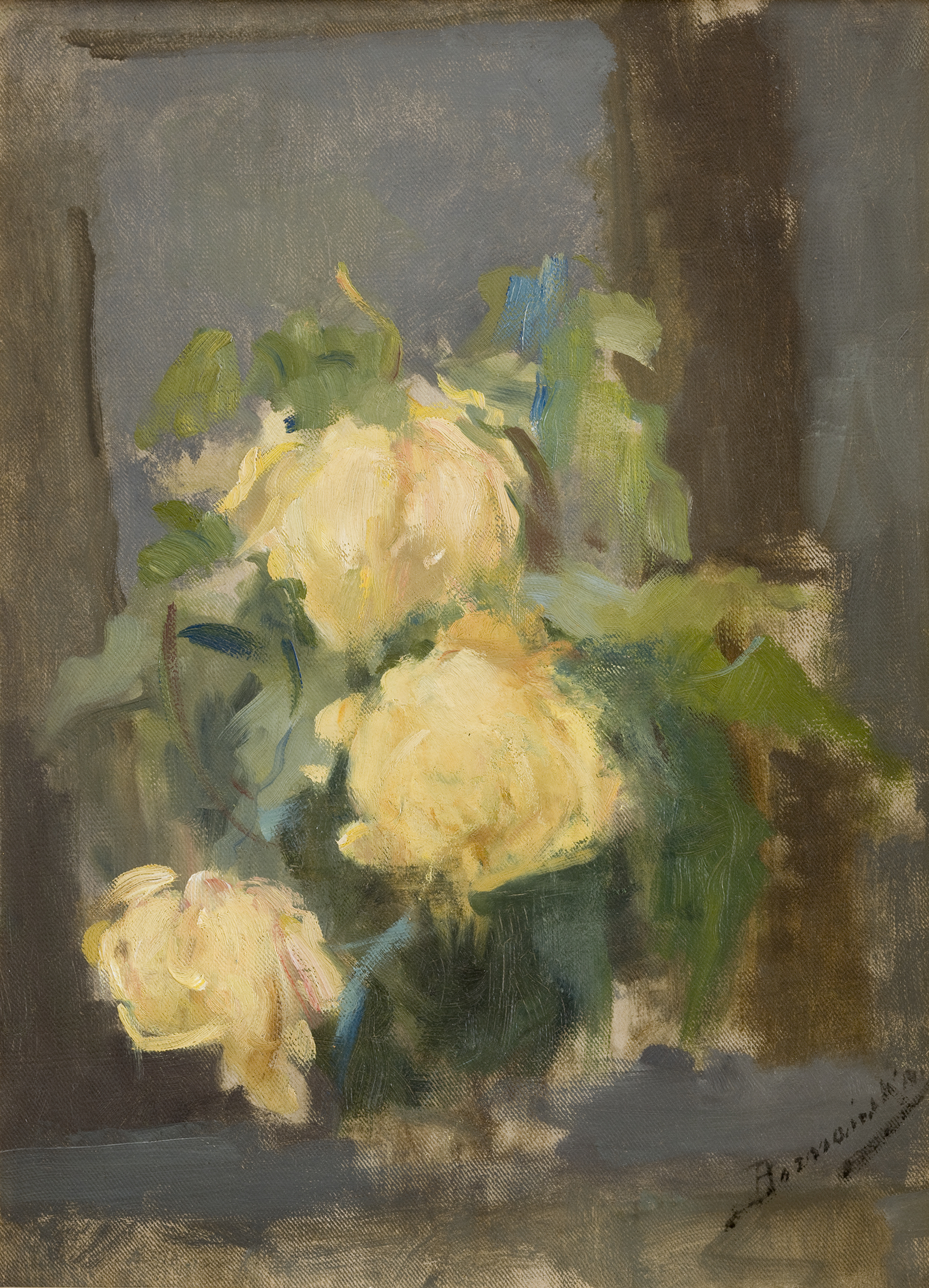
《금색 장미》, 1896년, 크라쿠프 국립미술관
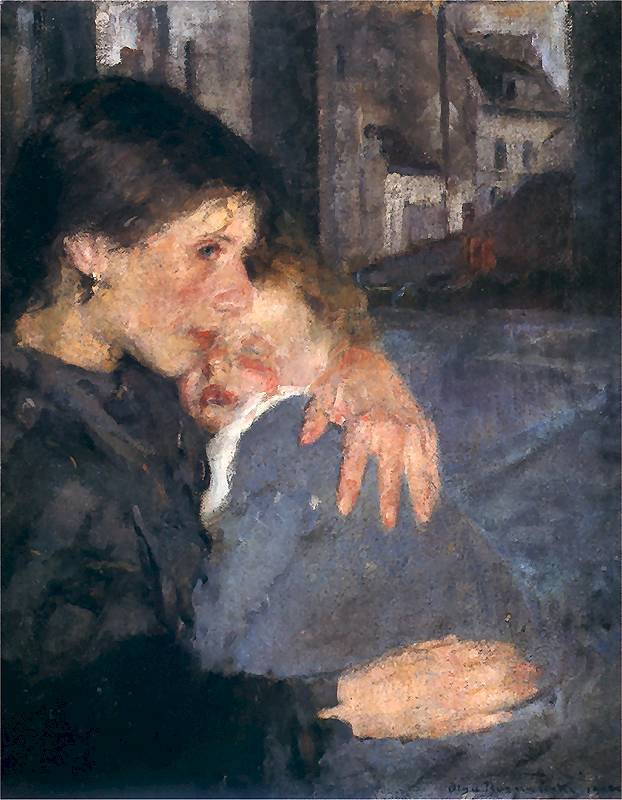
《모성애》, 1902년
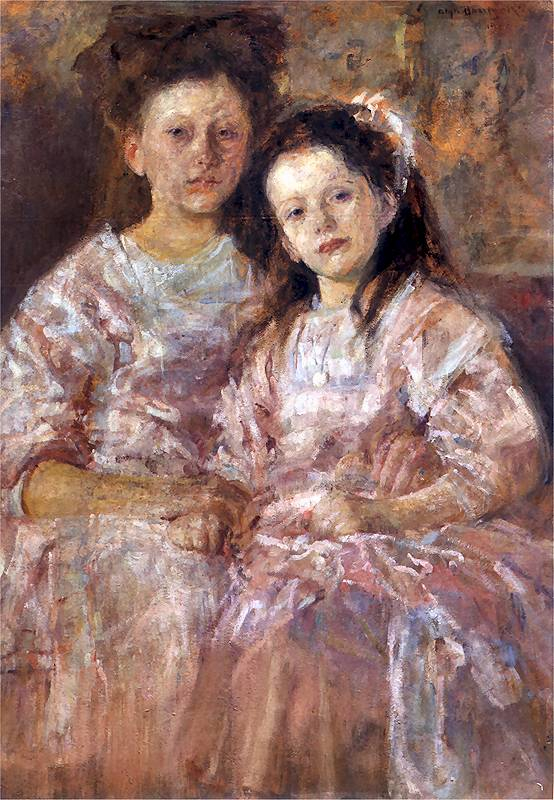
《포옹하는 두 소녀》, 1906년, 바르샤바 국립미술관
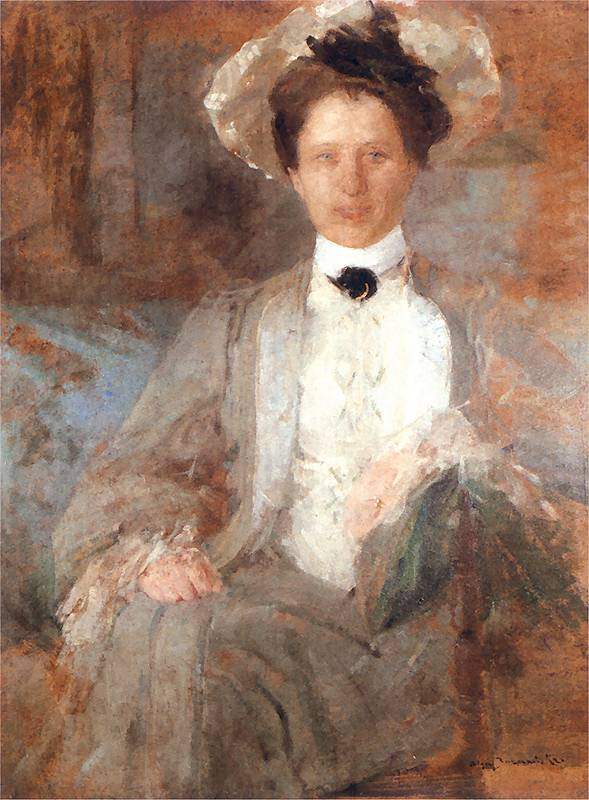
《흰 모자를 쓴 여성의 초상화》, 1906년, 실롱스크 박물관